# Mahmoud Tabrizi-Zadeh
Mahmoud Tabrizi Zadeh (persisch محمود تبریزی‌زاده; * 1951; † 23. Mai 1997  in Paris, Frankreich) war ein iranischer Santur- und Kamantschespieler.

## Leben
Mahmoud Tabrizi-Zadeh wurde in seiner Jugend von seinem Vater in klassischer persischer Musik unterrichtet, insbesondere im Santur- und Violinspiel. Später kam die persische Violine Kamantsche hinzu. In Frankreich studierte er Musikwissenschaft mit dem Schwerpunkt auf türkischer, armenischer und arabischer Musik. Ab 1980 unterrichtete er persische Musik an der Sorbonne. Als Musiker tourte er durch Europa und die USA.
Ab 1984 arbeitete er mit dem Regisseur Peter Brook zusammen. Für dessen Serie Mahabharata (1989) betrieb er Studien der karnatischen Musik und arbeitete mit dem Geiger L. Subramaniam zusammen, zudem übernahm er die Rolle des Sahadeva. Beteiligt war er auch an Peter Gabriels Passion: Music for The Last Temptation of Christ, dem Soundtrack-Album zu Martin Scorseses Film Die letzte Versuchung Christi, sowie der Kompilation von Liedern verschiedener Künstler des Soundtracks auf dem Album Passion – Sources.
1997 starb er an den Folgen einer Krebserkrankung.

## Diskographie
- Kudsi Erguner: Sohbet, 1988
- Peter Gabriel: Passion: Music for The Last Temptation of Christ, 1989
- The Mahabharata, 1990
- Kudsi Erguner: Caillat – Oriental Dreams (mit Bruno Caillat), 1991
- Musique Persane (mit Djamchid Chemirani), 1994
- Oriental Dreams, 1994
- Flutes of the World, 1996
- Scenes, 1996
- Mediterranee, 1999
- Ensemble Moshtaq: Musique Savante Persane, 2005
- Ensemble Moshtaq: Dashti-Mahur, 2006